# بزرگ (فیلم ۱۹۸۸)
بزرگ (به انگلیسی: Big) عنوان فیلمی آمریکایی در ژانر کمدی و فانتزی به کارگردانی پنی مارشال محصول سال ۱۹۸۸ میلادی است.

## بازیگران
- تام هنکس در نقش جاش بسکین
- دیوید موسا در نقش جاش مسکین (کودک)
- الیزابت پرکینز در نقش سوزان
- رابرت لوجا as MacMillan
- جان هرد as Paul Davenport
- جرد راشتون as Billy Kopecki
- جون لوویتز as Scotty Brennen
- مرسدس روئل as Mrs. Baskin
- Josh Clark as Mr. Baskin
- Kimberlee M. Davis as Cynthia Benson
- Oliver Block as Freddie Benson
- دبرا جو روپ as Miss Patterson
- فرانسیس فیشر as Mrs. Kopecki (only in 2007 "Extended Cut" DVD version)
- جیمز اکهاوس

## داستان فیلم
کودکی به نام جاش در برابر یک دستگاه عجیب بازی، آرزو می‌کند که بزرگ شود. روز بعد او تبدیل به یک مرد می‌شود و مشکلات بیشماری برایش به وجود می‌آید. جاش از دوست صمیمی خود می‌خواهد که به او کمک کرده و به شکل اول خود بازگردد ولی …